# أليكساندرو كوستاشي
أليكساندرو كوستاشي (بالرومانية: Alexandru Costache)‏ هو لاعب كرة قدم روماني في مركز حراسة المرمى، ولد في 10 أكتوبر 1999 في بوخارست في رومانيا. لعب مع سي إس باندوري تارغو جيو وكونكورديا كياجنا.

## وصلات خارجية
- أليكساندرو كوستاشي على موقع قاعدة بيانات كرة القدم.إي يو (الإنجليزية)
- أليكساندرو كوستاشي على موقع Soccerway.com (الإنجليزية)